# Sargé-sur-Braye
Sargé-sur-Braye is een gemeente in het Franse departement Loir-et-Cher (regio Centre-Val de Loire). De plaats maakt deel uit van het arrondissement Vendôme. Sargé-sur-Braye telde op 1 januari 2022 956 inwoners.

## Geografie
De oppervlakte van Sargé-sur-Braye bedroeg op 1 januari 2022 42,61 vierkante kilometer; de bevolkingsdichtheid was toen 22,4 inwoners per km².
De onderstaande kaart toont de ligging van Sargé-sur-Braye met de belangrijkste infrastructuur en aangrenzende gemeenten.

## Demografie
Onderstaande figuur toont het verloop van het inwonertal (bron: INSEE-tellingen).